# Bayreuth Festspielhaus
Bayreuth Festspielhaus ali Festivalsko gledališče Bayreuth  (nemško Bayreuther Festspielhaus, izgovorjava [baɪˈʁɔʏtɐ ˈfɛstʃpiːlˌhaʊs]) je festvalna dvorana severno od Bayreutha v Nemčiji, ki jo je zgradil nemški skladatelj Richard Wagner iz 19. stoletja in je bila namenjena izključno izvajanju njegovih odrskih del. Je prizorišče letnega festivala v Bayreuthu, za katerega je bil posebej zasnovan in zgrajen. Njegovo uradno ime je Richard-Wagner-Festspielhaus. Je dom Bayreuth Festival Orchestra.

## Oblikovanje
Wagner je brez arhitektovega dovoljenja prilagodil zasnovo Festspielhausa po neuresničenem projektu Gottfrieda Semperja za operno hišo v Münchnu in nadziral njeno gradnjo. Ludvik II. Bavarski je zagotovil primarna sredstva za gradnjo. Temeljni kamen so položili 22. maja 1872, na Wagnerjev 59. rojstni dan. Stavba je bila prvič odprta za premiero celotnega cikla štirih oper Nibelunškii prstan (Der Ring des Nibelungen), od 13. do 17. avgusta 1876.
Samo vhodna fasada kaže značilno ornamentiko poznega 19. stoletja, preostali del zunanjosti pa je skromen in kaže večinoma neokrašene opeke. Notranjost je večinoma lesena in ima odmevni čas 1,55 sekunde. Festspielhaus je ena največjih prostostoječih lesenih konstrukcij, ki so jih kdaj koli postavili. Za razliko od tradicionalne zasnove operne hiše z več nivoji sedežev v avditoriju v obliki podkve so sedeži Festspielhaus razporejeni v enem samem strmo oblikovanem klinu z galerijami ali ložami le vzdolž zadnje stene. To je znano tudi kot kontinentalni sedeži. Veliko sodobnih kinodvoran je sprejelo ta slog sedežev, ki daje vsakemu sedežu enak in neprekinjen pogled na oder. Kapaciteta Festspielhaus je 1925 in ima prostornino 10.000 kubičnih metrov.
Festspielhaus ima dvojni proscenij, ki daje občinstvu iluzijo, da je oder bolj oddaljen, kot je v resnici. Dvojni proscenij in poglobljena orkestrska jama ustvarjata – Wagnerjevo rečeno – »mistični prepad« med občinstvom in odrom. To daje predstavam sanjski značaj in zagotavlja fizično okrepitev mitske vsebine večine Wagnerjevih oper. Arhitektura Festpielhausa je izpolnila številne Wagnerjeve cilje in ideale za izvedbe njegovih oper, vključno z izboljšanjem zvoka, občutka in splošnega videza produkcije.
Festpielhaus je bila prvotno načrtovana za odprtje leta 1873, vendar je do takrat Wagner komaj zbral dovolj denarja za postavitev zidov svojega gledališča. Denar je začel zbirati s potovanji in koncerti v različnih mestih in državah po Evropi. Obstaja pa nekaj dokumentov o donaciji in pomoči (900 talerjev) Wagnerju v zvezi s tem s strani sultana Abdulaziza Osmanskega cesarstva. Tudi potem, ko je Ludwig začel financirati projekt, je moral Wagner nadaljevati s koncerti, da je gradbeni projekt finančno obstal. Turneje so zelo obremenjevale Wagnerjevo zdravje in bodo sčasoma postale ključni element njegove smrti kasneje leta 1883.

## Orkesterska jama
Pomembna značilnost Festspielhausa je njegova nenavadna orkestrska jama. Pogreznjena je pod oder in pokrita s kapuco, tako da je orkester občinstvu popolnoma neviden. Ta funkcija je bila za Wagnerja osrednja preokupacija, saj je občinstvo osredotočilo na dramo na odru, namesto na moteče gibanje dirigenta in glasbenikov. Zasnova je popravila tudi ravnovesje glasnosti med pevci in orkestrom, kar je ustvarilo idealno akustiko za Wagnerjeve opere, ki so edine opere, ki se izvajajo v Festspielhausu. Vendar pa je zaradi tega aranžmaja dirigiranje tudi bolj zahtevno, tudi za najboljše dirigente na svetu. Ne samo, da je natrpana jama ovita v temo, ampak akustični odmev otežuje sinhronizacijo orkestra s pevci. Dirigenti se morajo zato prekvalificirati, da ignorirajo namige pevcev.
Postavitev orkestra v Bayreuthu je nenavadna na tri načine:
1. Prve violine so nameščene na desni strani dirigenta namesto na običajnem mestu na levi strani. To je po vsej verjetnosti zaradi načina, na katerega naj bi bil zvok usmerjen na oder in ne neposredno na občinstvo. Tako ima zvok bolj neposredno linijo od prvih violin do ozadja odra, kjer se lahko nato odbije do občinstva.
2. Kontrabasi, violončela in harfe (če se uporablja več kot ena, npr. Prstan) so razdeljeni v skupine in postavljeni na obe strani jame.
3. Preostali del orkestra je neposredno pod odrom. Zaradi tega je komunikacija z dirigentom bistvenega pomena, saj večina igralcev ne more videti ali slišati pevcev, vendar ustvarja ogromne, bogate zvoke, ki jih je Wagner želel skladati.

- Tloris
- Auditorij (1876)
- Bayreuth Festspielhaus, zgodnja oblika
- Stavba (1882)
- Del orkestrske jame
- Auditorij (ok. 1970)

## Festival Bayreuth
Festspielhaus ostaja prizorišče letnega festivala v Bayreuthu, na katerem se repertoarno izvajajo kasnejše Wagnerjeve opere, kot sta cikel Prstan in Parsifal.

## Nedavna zgodovina
V začetku leta 2012 je Katharina Wagner omenila potrebo po popravilu stavbe, pri čemer je posebej omenila puščanje strehe in razpadanje fasade iz rdeče opeke. Leta 2014 je bilo napovedano financiranje obnove v višini približno 30 milijonov evrov, predvsem iz javnega financiranja, ki si ga delita Nemčija in zvezna dežela Bavarska, pri čemer imata nemška nacionalna vlada in bavarska deželna vlada večinski delež.
Popravila so bila zaključena 26. julija 2015 in stavba je v celoti obnovljena.

## Drugo branje
- Spotts, Frederic (1994). Bayreuth: A History of the Wagner Festival. New Haven and London: Yale University Press.
- Burlingame, Edward L. (1875). Art, Life, and Theories of Richard Wagner. New York: Henry Holt and Company.